# Ategumia crocealis
Ategumia crocealis is een vlinder uit de familie van de grasmotten (Crambidae). De wetenschappelijke naam van deze soort is voor het eerst voorgesteld als Sylepta crocealis door Paul Dognin in een publicatie uit 1906.
De soort komt voor in Ecuador.